# Attilio Mori (geografo)
Attilio Mori (Firenze, 1865 – Firenze, 1937) è stato un geografo italiano.
Allievo di Bartolomeo Malfatti, fu topografo dell'Istituto geografico militare dal 1886 al 1915 e quindi docente all'università di Messina e, dal 1922 al 1935, all'università di Firenze.
Fu autore di approfonditi studi demografici, ma anche di monografie (La Tunisia, 1930); raccolse le sue opere in Scritti geografici (1939).
Diresse a lungo, assieme a Olinto Marinelli, la Rivista Geografica Italiana; fu inoltre un attivo collaboratore dell'Enciclopedia italiana.